# Сегин
Сегин (ε Cas / ε Cassiopeiae / Эпсилон Кассиопеи) — звезда в созвездии Кассиопеи. Не следует путать со звездой гамма Волопаса того же названия. Расстояние до звезды — около 430 световых лет.
Название Сегин, вероятно, происходит от неправильного перевода Seginus, традиционного названия Гаммы Волопаса, происхождение которого неясно.
Масса Сегина — 9 солнц, а радиус в 6 раз больше солнечного. Возраст звезды составляет около 15 миллионов лет. Светимость в 2.5 тысяч больше солнечной, спектральный класс — B3III (бело-голубой гигант), а температура — 15174 градусов по Кельвину.